# Budai Színkör
A Budai Színkör Budán, a Krisztinavárosban álló faépület volt, a Horváth-kert északi részén. 1843-ban épült a Budai Nyári Színkör számára, 1859-ben Buda városa vette át, 1870-ig német, majd magyar színdarabokat játszottak benne. Megépítésekor Budai Nyári Színház, 1842-től Budai Színkör, 1870–1915 között Fővárosi Nyári Színkör, 1915–1937 között ismét Budai Színkör néven működött. 1937-ben lebontották, helyén emléktábla és Déryné-emlékszobor áll.

## Története

### A német nyelvű színház
1838-ban Nötzl Fülöp (Philipp Nötzl) temesvári és nagyszebeni német színigazgató Budán megalapította a Budai Nyári Színházat. Az új társulatnak nem volt saját színpada. A társulat a Várszínházban, nyaranta pedig az Osztrák Császárhoz címzett budai vendégfogadóban, a Fő utca 341. szám alatt tartotta előadásait, német nyelven.
A társulat számára 1842-ben Huber Ignác (Ignaz Huber) színigazgató kezdeményezésére egy faépületet építettek a Horváth-kert északi végén, az akkori Fabrikgasse (a mai Alagút utca) és a Johannesgasse (később Szent János utca, a mai Krisztina körút) sarkán. Az 1200 ülőhelyes színházépületet, melyet Ságody Ferenc (más forrás szerint Ságody József) műépítész tervezett, kezdetben Arénának nevezték el. Mellette díszesen berendezett kertvendéglő is épült. A faszerkezetű színházépületben már a következő évtől, 1843-tól német nyelvű vándor színtársulatok játszották előadásaikat a nyári szezonban. 1844-ben az épületet Michel János (Johannes Michel) pesti lakatosmester vásárolta meg.

### A magyar nyelvű színház
1859-ben a színházépületet Buda városa vette át. 1861-től a színház – Molnár György színész, színigazgató, a budai Népszínház alapítójának kezdeményezésére – magyar nyelvű előadásokat is felvett repertoárjába. 1870-től Buda város Tanácsa határozatot hozott, mely szerint a budai színházak kizárólag magyar nyelvű darabokat adhattak elő.
Az 1870-es elöljárósági határozat – a német nyelvű színielőadások tilalma – után a Színkör élén több magyar igazgató-rendező váltotta egymást, mérsékelt sikerrel. 1888–1915 között a színház igazgatója Krecsányi Ignác volt. Az elöljáróság rendelkezését és a közízlés változását követve klasszikus színműveket tűzött műsorra (Szigligeti Ede, Vahot Imre, Edmond Rostand, Szigeti József, később Makszim Gorkij drámáit is), magyar nyelven.
1915 után Sebestyén Géza lett a színház igazgatója, aki 1925-ben a tűzveszélyessé vált faépületen nagyobb arányú felújítást végeztetett. A repertoárt egy-egy tehetséges művész személyére építette. Sebestyén igazgatóságának idején itt aratott sikereket és lett híressé Honthy Hanna is.

### Bontása, emlékezete
A mindvégig nyári színházként működő épületet 1937-ben lebontották. Helyén, a Horváth-kert északi részén 1935-ben felállították Déryné Széppataki Róza egész alakos márványszobrát, Ligeti Miklós művét. Budapest ostroma idején a szobor elpusztult. Helyén 1961-ben egy szökőkutat, és Ferenczy Béni „Ülő nő” c. bronzszobrát állították fel. Az 1970-es évekre a szökőkút műszaki berendezései tönkrementek. A 2010-es évek elején teljesen felújították, és korszerű díszvilágítással felszerelve ismét üzembe helyezték.
2010-ben a Budavári Önkormányzat (eredeti helyétől távolabb) ismét felállította Ligeti Miklós 1935-ös Déryné-szobrának másolatát, Polgár Botond művét. A szobor körül díszlépcső és pihenőhely is létesült.

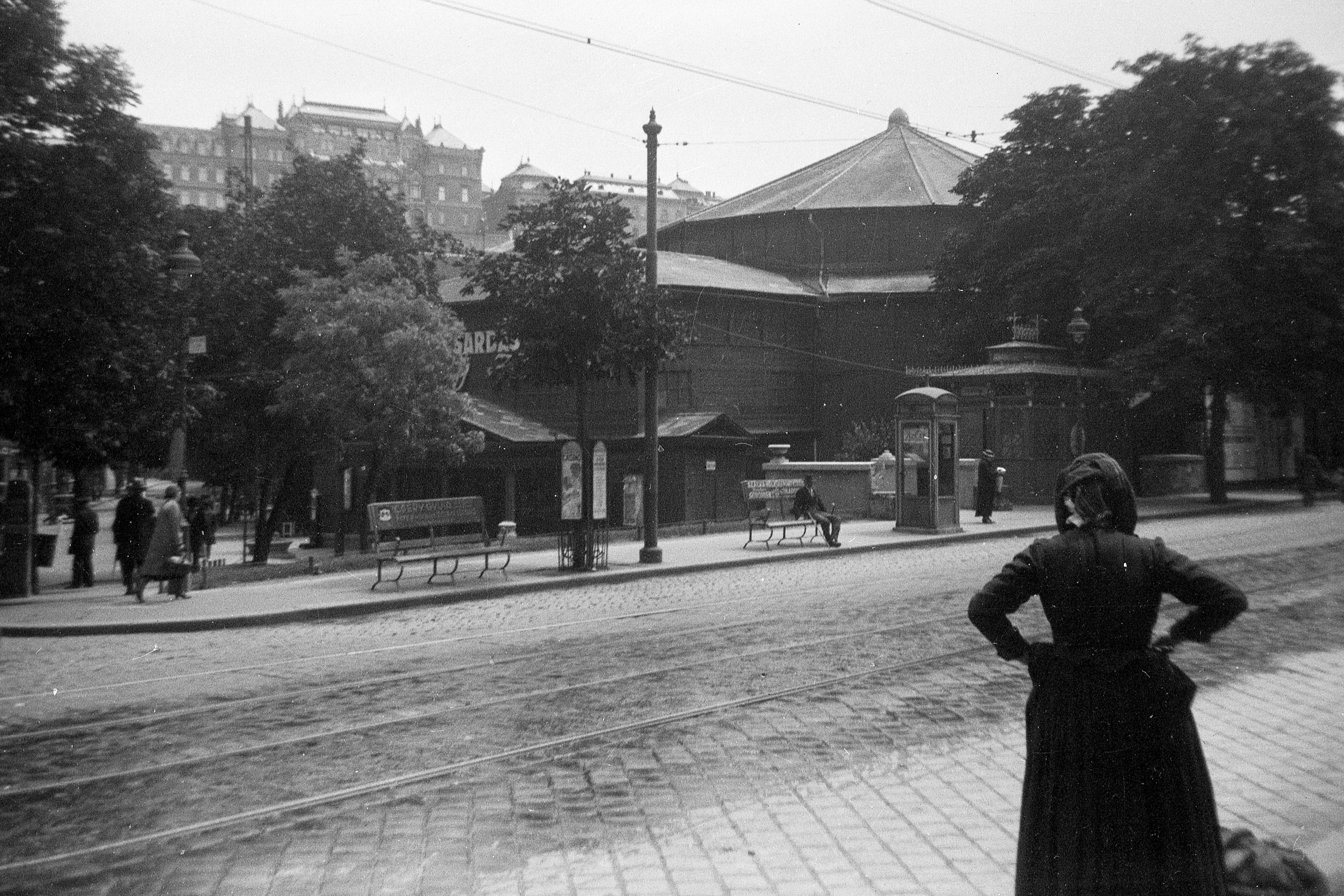
A Színkör 1936-ban, a Krisztina körút–Alagút utca sarkáról (Háttérben a József főhercegi palota)
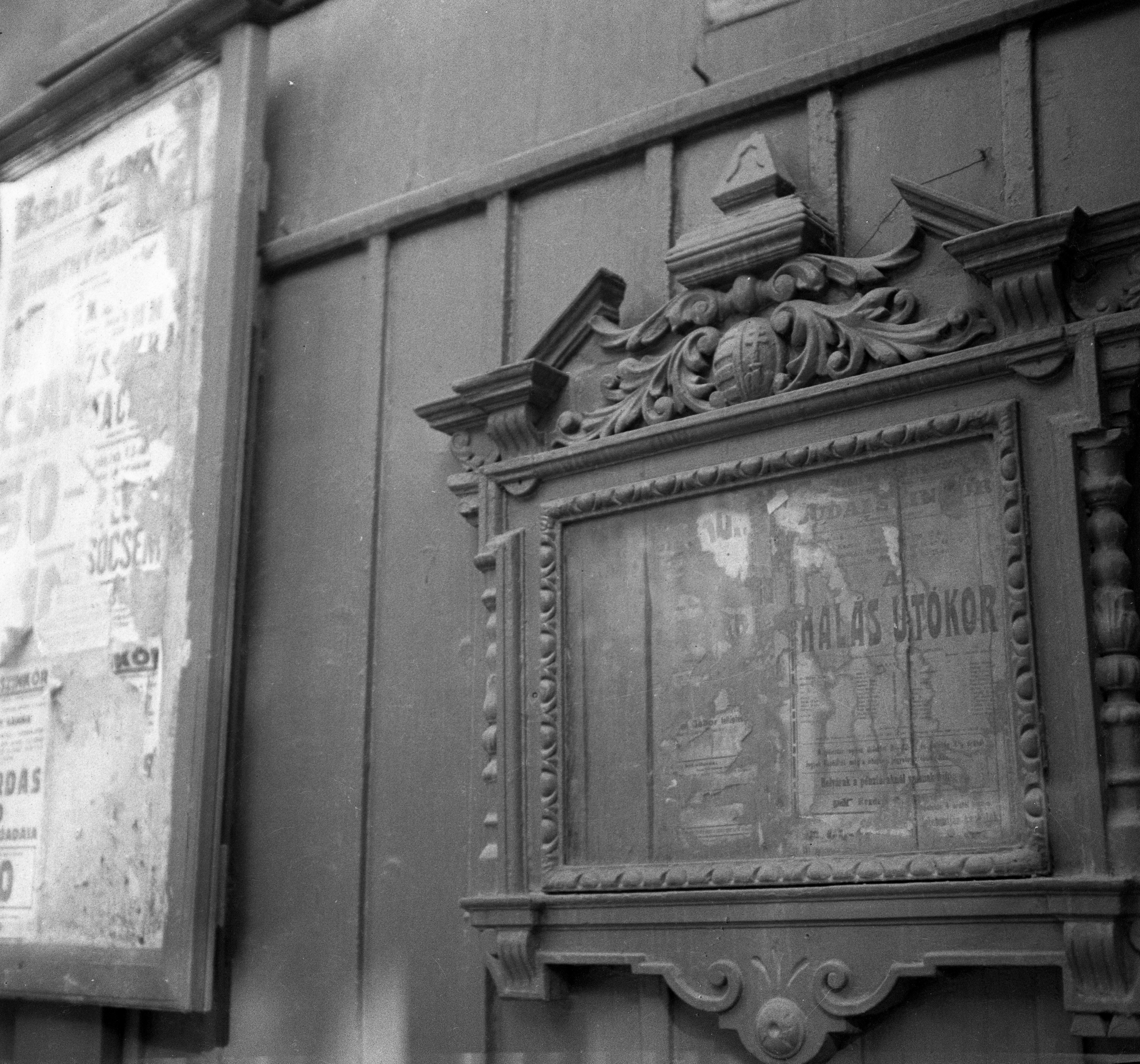
A Színkör utolsó hirdetőtáblái, 1937
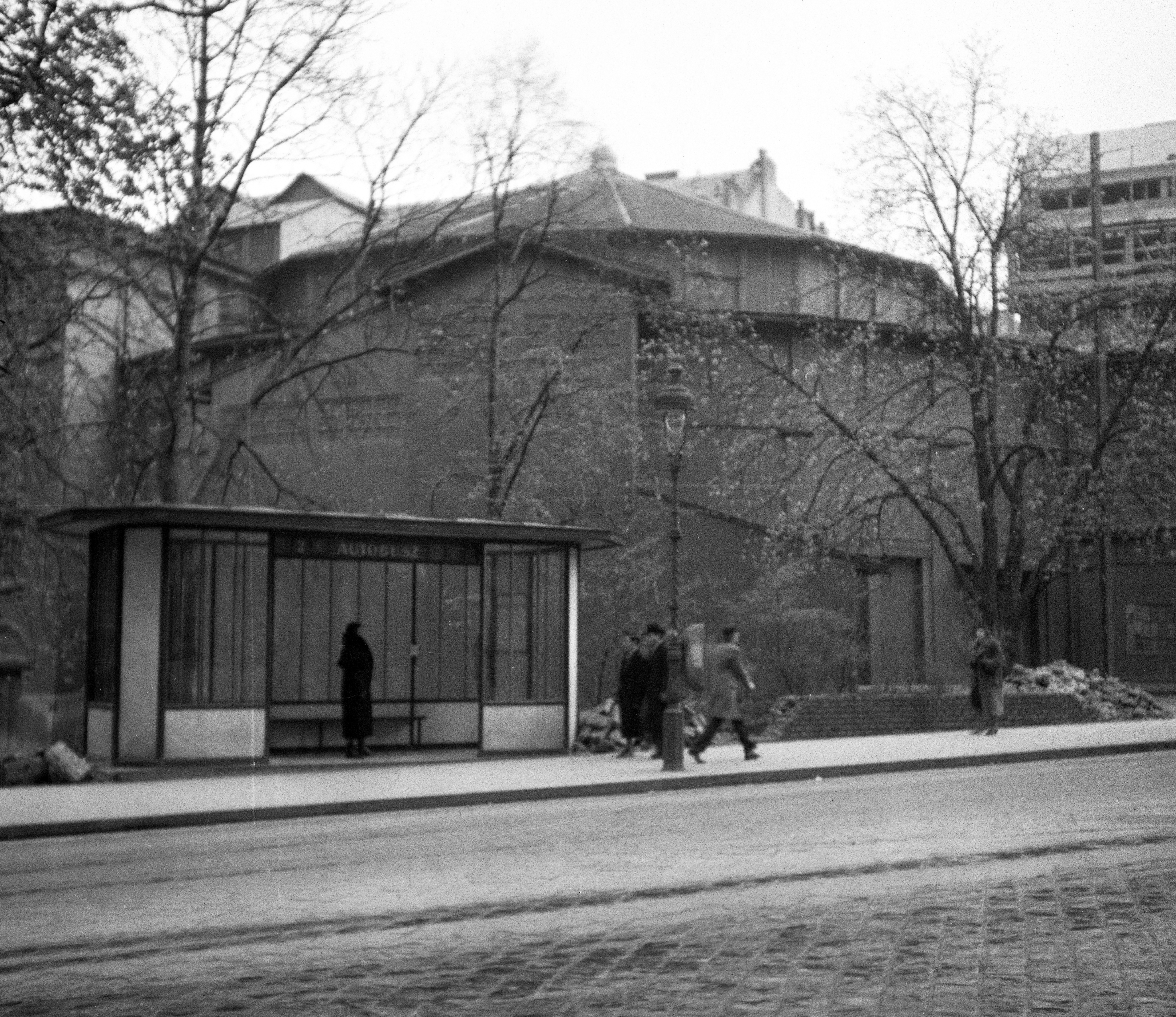
A Színkör a bontás előtt, 1937
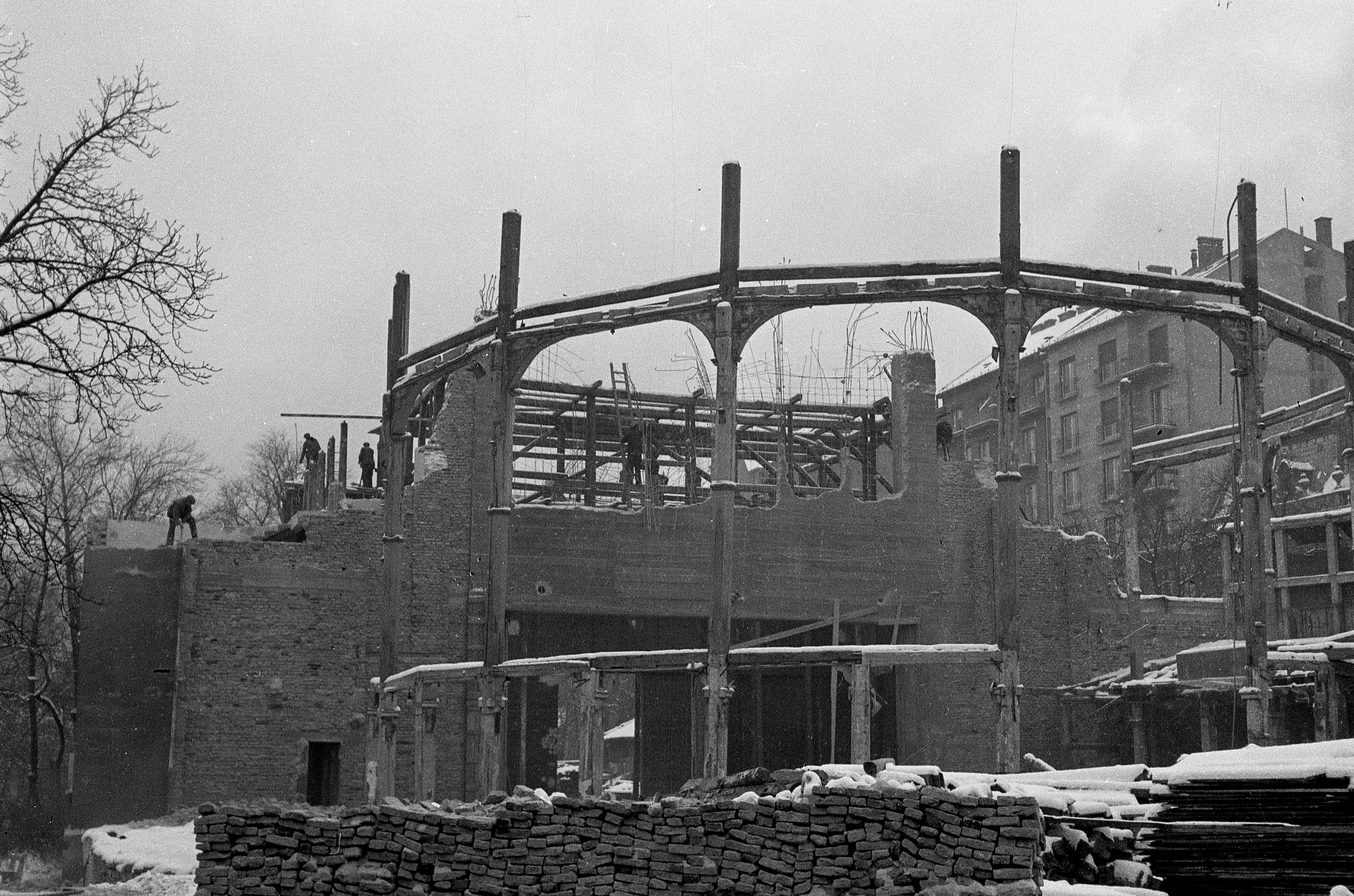
A Budai Színkör bontása, 1937
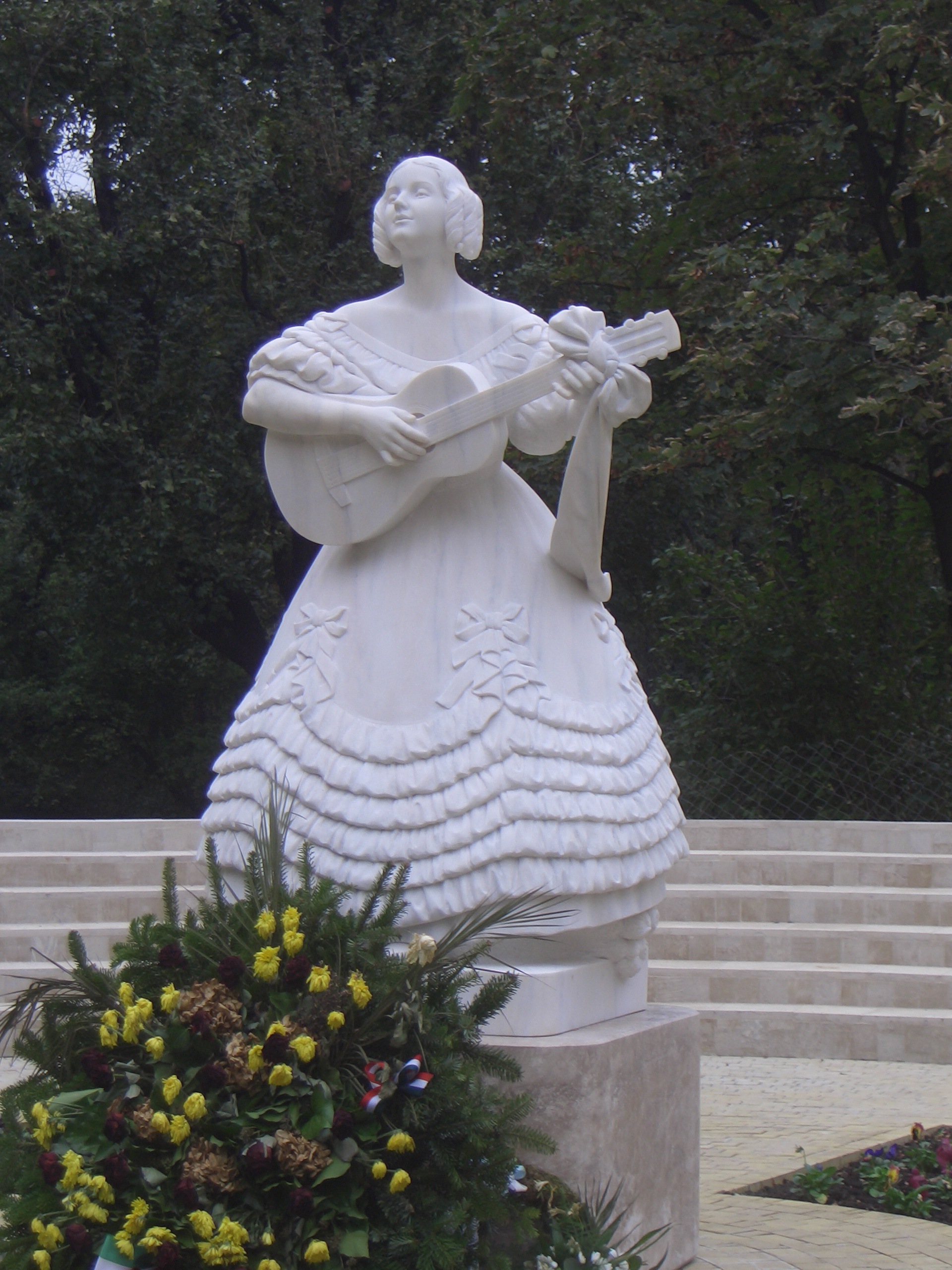
Déryné Széppataki Róza 2010-ben állított szobra